# 武井夕庵

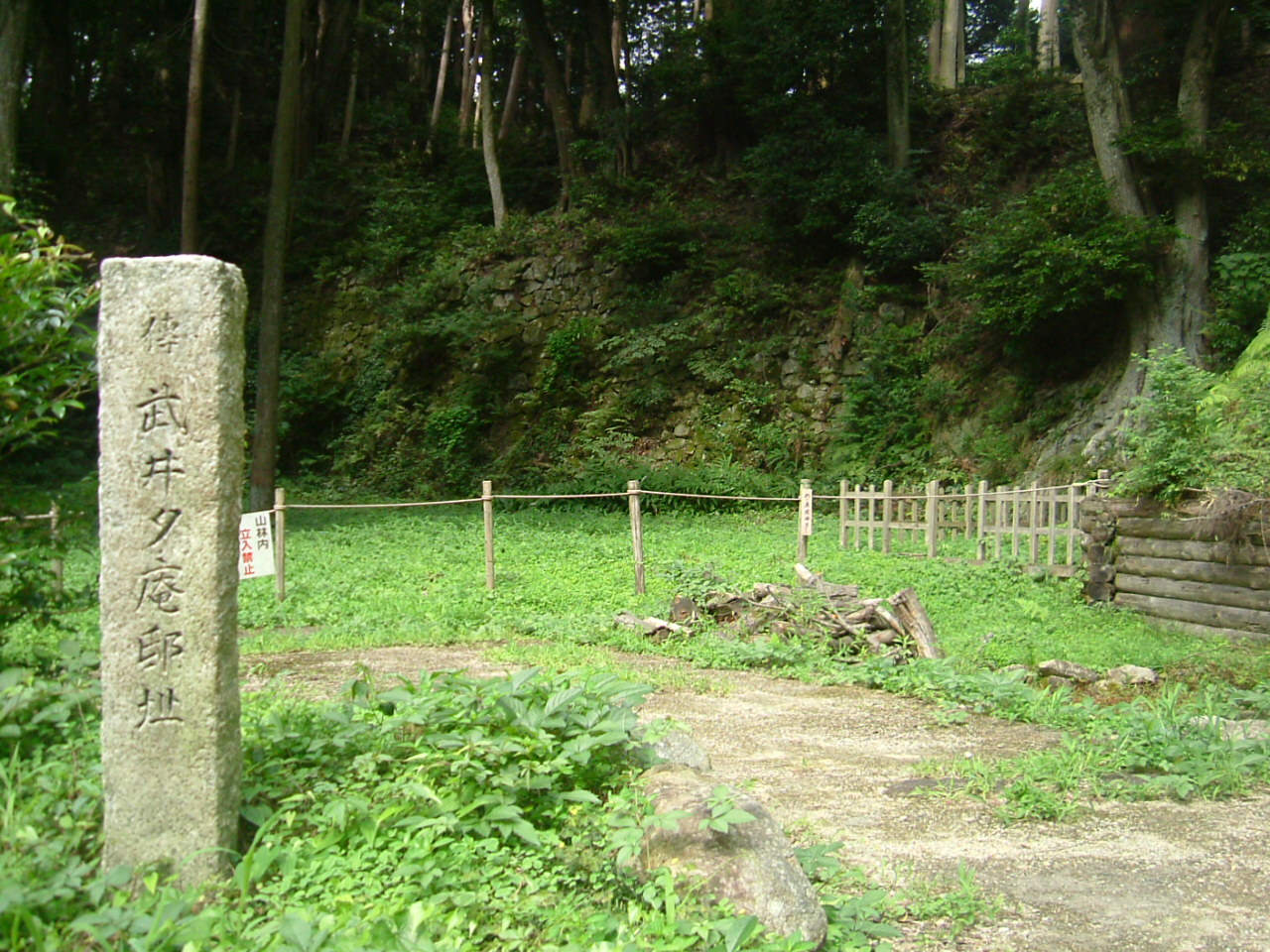
安土城の伝武井夕庵邸址

武井 夕庵(たけい せきあん)は、戦国時代から安土桃山時代にかけての武士。織田信長の右筆・吏僚。茶人でもある。諱は助直（すけなお）。

## 生涯
当初は美濃国守護・土岐氏、次いで美濃斎藤氏の道三、義龍、龍興の3代にわたって右筆として近侍する。弘治元年（1555年）、道三が義龍を廃嫡しようとした際は日根野弘就と共に義龍についた。さらに義龍が弟・孫四郎、喜平次を殺害し、道三に反逆した際も従い、道三と袂を分かった（長良川の戦い）。
永禄10年（1567年）より、斎藤氏を滅ぼした織田信長に仕えて右筆及び側近官僚（吏僚）となり、客の取次や京都の行政官の一員として活動した。また検視、重要時の奉行や使者も務めた。毛利氏への添状の発給を羽柴秀吉と共に担当し、毛利側の小早川隆景、吉川元春らとの交渉にあたるなど外交面でも活躍した。天正2年（1574年）3月27日、信長が東大寺正倉院の蘭奢待を切りとった際は、9人の奉行の内の1人となる。天正3年（1575年）、二位法印に叙任する。同年11月6・7日、信長が多くの廷臣や寺社に領地を与えた際の実務を数人で担当する。信長からの信頼は厚かったとみられ、天正7年（1579年）に完成した安土城内の夕庵邸は、森成利、津田信澄、織田信忠に次ぐ場所に建設されている。
また茶人としても活躍し、天正6年（1578年）元旦、安土城での許し茶湯を始める許可者の総覧の茶会では織田信忠に次いでいた（『信長公記』）。
天正8年（1580年）3月5日、石山本願寺への勅命講和の勅使に佐久間信盛と共に奉行として同行し、その後の検視と勅使の取次役も務めた。同年8月12日、信長の折檻状によって佐久間信盛が追放される際、使者3人の内の1人となる。天正9年（1581年）2月28日の京都御馬揃えに謡曲山姥の衣装で参加した時は70余歳だった。同年5月10日、降伏した和泉国槇尾寺の破却の検視役5人の内の1人となる。天正10年（1582年）の本能寺の変後、10月28日に吉田兼見を訪問している。天正13年（1585年）1月23日、訪問した山科言経を歓待したという記録が『言経卿記』で確認できるが、後の消息は不明である。織田政権の吏僚は知行を持たずに信長に近侍する形で活動していたため、信長の死で力を失い、かつ高齢でもあったことから、表舞台から消えていったとみられる。
子の十左衛門は浅野幸長に仕え、紀伊国日高郡・有田郡の代官を務めたという（浅野家諸士伝）。

## 江戸期の編纂書・軍記や伝承の説話
- 元亀2年（1571年）、比叡山焼き討ちを信長が行おうとした際に、佐久間信盛と共に諌めている（『甫庵信長記』）。
- 天正4年（1576年）頃、越前・加賀で一向門徒衆を撫で斬りにした信長に対して諫言した（同上）。
- 天正6年（1578年）1月、宮中の節会や礼学の保護を信長に勧める（同上）。
- 天正6年（1578年）10月、茶道に力を入れ過ぎると武道が疎かになると信長に諫言した（『当代記』）。
- 年代不明だが、戦いに明け暮れて家中で礼儀が疎かになったので、家中の礼法を糺すように信長に諫言した（『武家事紀』）。

以上のように信長に諫言をしたという説話が多い。これらは全面的に信用できる史料ではないが、半分くらいは本当ではないかと思われる。